# Меджик Джонсън
Ървин „Меджик“ Джонсън (на английски: Earvin „Magic“ Johnson), роден на 14 август 1959 г. в Лансинг, Мичиган, е бивш американски баскетболист. Въпреки високия си ръст (206 cm) играе като плеймейкър, като почти единодушно е смятан от специалистите за най-добрия играч в историята на баскетбола на този пост. За 12 години в Националната баскетболна асоциация (НБА), всичките с екипа на Лос Анджелис Лейкърс, Меджик печели 5 титли (1980, 1982, 1985, 1987 и 1988) и има още 4 загубени финала. Избран е три пъти за MVP (Най-полезен играч) на редовния сезон (1987, 1989 и 1990), както и три пъти за MVP във финалите (1980, 1982 и 1987). Има 12 участия в Мача на звездите, като на 2 пъти (1990 и 1992) е избран и за MVP в тези срещи. Попада 9 пъти в първия отбор на лигата. През 1992 г. печели златен медал на олимпийските игри в Барселона с Отбора мечта, на който е капитан заедно с Лари Бърд. През 1996 г. е избран сред 50-те най-добри играча в историята на НБА. През 2002 г. е приет и в Залата на славата на баскетбола.
Прякорът си Меджик получава още в ученическите си години, когато е на 15 години, от спортен журналист, който е впечатлен от играта му в мач от ученическото първенство на града, в който той вкарва 36 точки, овладява 16 борби и дава 16 асистенции.
Учи в гимназия Lansing Everett (1974 – 1977 г.), като през 1977 г. печели титлата на ученическия баскетболен шампионат в града.
След гимназията постъпва в Университета Мичиган Стейт (1977 – 1979 г.). Още в първата си година като студент Меджик извежда отбора си до финалите в университетското първенство, а през следващата (1979) донася и шампионската титла на Мичиган Стейт. Във финала на турнира Мичиган Стейт побеждава със 75:64 отбора на университета Индиана Стейт, воден от (това е първа загуба през сезона за Индиана Стейт). Меджик е избран за най-добър играч в първенството през тази година.
През 1979 г. Лос Анджелис Лейкърс избира под № 1 в драфта на новобранците в НБА Меджик, който се присъединява към отбора, чийто лидер е легендарният център Карийм Абдул-Джабар. Още в първата си година сред професионалистите Меджик стига до финалите в лигата, където Езерняците повеждат с 3 – 2 победи (играе се до 4 победи) на Филаделфия 76, водени от друга баскетболна легенда – Джулиус Ървинг, известен още и като Д-р Джей. Абдул-Джабар обаче получава контузия на глезена в петата среща от финалната серия и не може да пътува за решителния двубой във Филаделфия. В отсъствието на Карийм Меджик започва като център и успява да изведе Езерняците до сензационна победа (123:107) и шампионската титла. Представянето на Меджик (42 точки, 15 борби, 7 асистенции и 3 откраднати топки), който в тази среща играе на всички постове в баскетбола – център, крило и гард, е определяно от мнозина като най-великото индивидуално изпълнение в отборен спорт за всички времена.
Меджик държи рекорда за най-много асистенции в мач от плейофите (24). Той е на пето място в историята на НБА по асистенции (след Джон Стоктън) и по направени трипъл-дабъли (след Оскар Робъртсън).
Меджик е принуден да прекрати преждевременно баскетболната си кариера през 1991 г., когато шокиращо обявява, че е носител на вируса на СПИН.
През 1996 г. Меджик Джонсън се връща в НБА, за да изиграе последните 32 мача за сезона. Той помага на Езерняците да се класират за плейофите, но там са отстранени още в първия кръг от шампиона Хюстън Рокетс.
С невероятния си стил на игра, подаванията „без да гледа“ и незабравимата си усмивка, Меджик променя завинаги представите за баскетбола. Воден от него, отборът на Лос Анджелис Лейкърс доминира в НБА през 1980-те години (5 титли и общо 8 финала през това десетилетие), като същевременно играе и може би най-красивия баскетбол в историята, наречен Showtime („Време за шоу“).
Мнозина специалисти и журналисти определят Меджик като най-добрият баскетболист в историята на играта и със сигурност най-универсалният.